# Flo (aplicació)
Flo és una aplicació de mòbil gratuïta dirigit al sector femení amb l'objectiu de tenir un seguiment sobre el cicle menstrual o la menopausa. Va ser fundada al 2015 per Yuri Gurski i Dmitry a Minsk, Belarús, i el seu ús principal inclou rastrejar el període menstrual i calcular els dies d'ovulació i els dies fèrtils d'embaràs de la dona. És l'aplicació número 1 de salut de la dona, amb més de 100 milions de descàrregues.
És la primera aplicació sobre el cicle menstrual que utilitza l'Aprenentatge Automàtic (AA). L'aplicació té un sistema operador compatible amb iOS i Android.

## Característiques
- Proporciona un calendari de seguiment dels períodes segons el registre del cicle menstrual o el de la monopausa.
- Consulta més de 70 símptomes i activitats per obtenir la predicció de l'ovulació i el període més precisa.
- Ofereix articles d'experts en àmbits saludables.
- Disposa d'un fòrum de preguntesFlo is a CES 2019 Innovation Awards Honoree in the Software and Mobile Applications category. i enquestes relacionades amb la salut i la higiene de la dona per entendre millor el propi cos.
- Proporciona un calendari amb els dies de més fertilitat segons l'ovulació.
- Fa un seguiment del desenvolupament del nadó en cas d'ambaraç per tal d'informar de fonaments bàsics per ser mare amb articles visuals i articles especials desenvolupats per experts mèdics.
- Programa recordatoris per l'arribada del cicle, l'ovulació, per recordar de registrar el pes, el son, la temperatura o beure aigua, per prendre medicaments o anticonceptius.[3]

## Premis
Flo ha guanyat el premi de CES 2019 Innovation Awards Honoree en la categoria de Software i Aplicacions per a mòbil.